# Alžběta Würtemberská
Alžběta Würtemberská (asi 1412–1476), dcera Eberharda III. Würtemberského a Alžběty Norimberské, provdána za hraběte Jana IV. z Werdenbergu a Heiligenbergu( 1414–1460).Z toho manželství se narodily dcera Alžběta Werdenberg (1450–1488), syn Jiří II.(I.),(???–1500) a dcera Agnes Werdenberg-Heiligebberg (1434–1467)